# Jemenitische kanarie
De Jemenitische kanarie (Crithagra menachensis; synoniem: Serinus menachensis) is een zangvogel uit de familie Fringillidae (vinkachtigen).

## Verspreiding en leefgebied
Deze soort is endemisch in zuidwestelijk Saoedi-Arabië.